# DNAメチル化

左：シトシン、右：メチル化したシトシン（5-メチルシトシン）

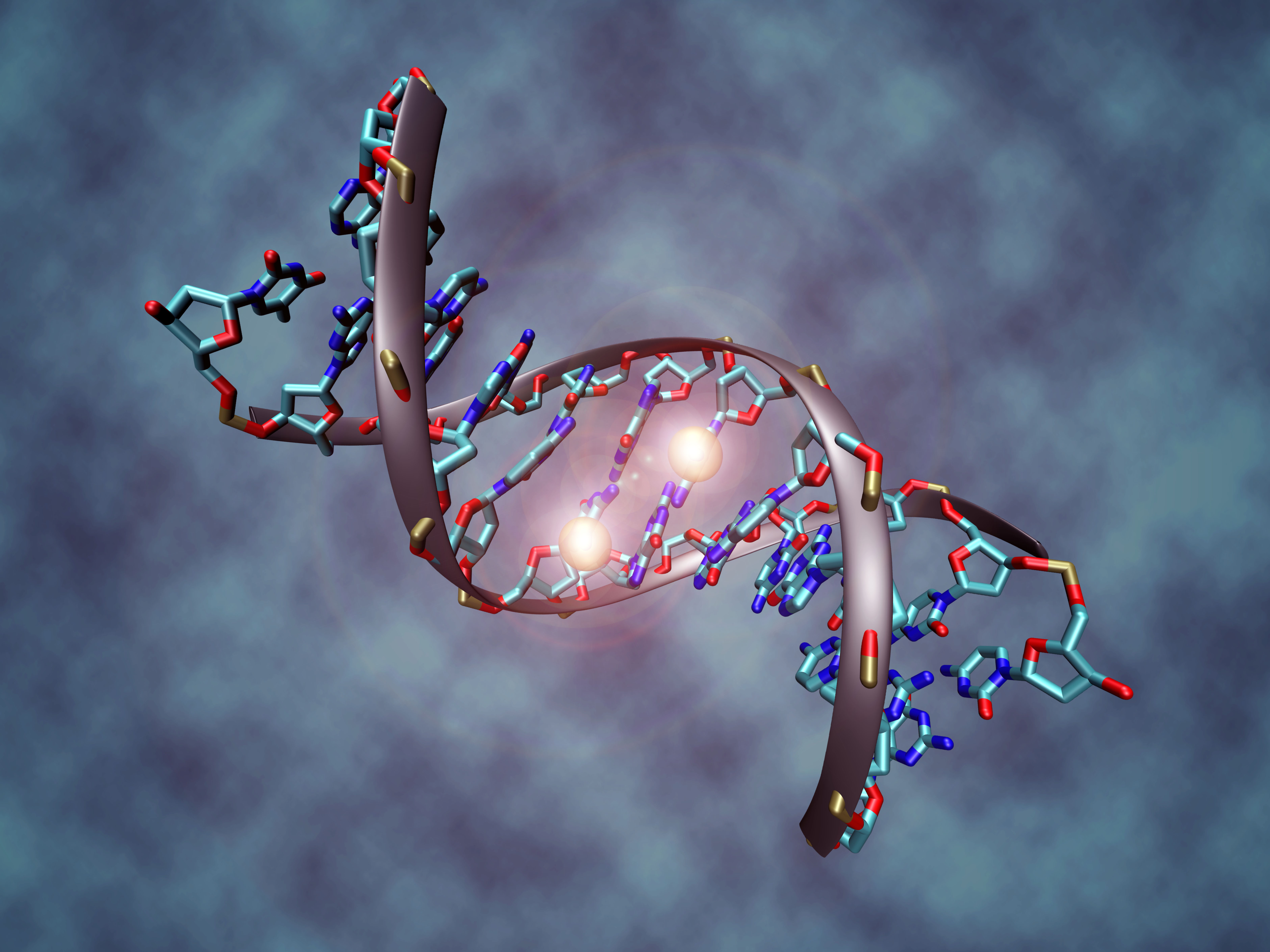
中心の2つのシトシンがメチル化されたDNAのイラスト。DNAメチル化は発生や疾患におけるエピジェネティックな遺伝子制御で重要な役割を果たしている。

DNAメチル化（ディーエヌエイメチルか）とは、DNA中の塩基の炭素原子にメチル基修飾が付加される化学反応である。真核生物から原核生物、ウイルスに到るまで、生物に広く見られる。特に真核生物の場合、CpG アイランド部分などのゲノム領域でよく見られ、エピジェネティクスに深く関わり複雑な生物の体を正確に形づくるために必須の仕組みであると考えられている。がんの形成や進行にも関わっていると考えられている。

## 概要
DNAメチル化は、シトシンのピリミジン環の5位炭素原子あるいはアデニンのプリン環の6位窒素原子へのメチル基の付加反応である（シトシンとアデニンはDNAを構成する4種の塩基のうちの2種である）。この修飾は細胞分裂を経ても受け継がれる。通常DNAメチル化は、接合体形成の間に除去され、発生の間に続く細胞分裂を介して再建される。しかしながら、最近の研究では、接合子ではメチル基の完全な除去よりもメチル基のヒドロキシル化が起こっていることが示されている。DNAメチル化は高等生物において正常な発生と細胞の分化において極めて重要な役割を担っている。DNAメチル化は、細胞が「自分がどこにいるのか」を記憶できるように安定的に遺伝子発現パターンを変化させたり、遺伝子発現を減少させたりする。例えば、胚発生の間に膵臓ランゲルハンス島となるようにプログラムされた細胞は、ランゲルハンス島であるようにシグナルを受け続けなくても、生物の一生に渡って膵臓ランゲルハンス島であり続ける。さらに、DNAメチル化は時間と共に宿主のゲノムに取り込まれたウイルスやその他の有害な要素の遺伝子の発現を抑制する。DNAメチル化はまた、クロマチン構造の基礎を形作る。これによって、細胞は単一不変のDNA配列から多細胞生物に必要な無数の特徴を形成することができる。DNAメチル化はまた、ほとんど全ての種類のがんの発達において極めて重要な役割を果たしている。
DNAメチル化は、DNAへのメチル基の付加を伴う — 例えば、シトシンのピリミジン環5位炭素原子 — この場合は、遺伝子発現の減少という特異的効果がある。シトシンの5位のメチル化は、調べられた全ての脊椎動物で発見されている。成体の体細胞組織では、DNAメチル化は通常CpGジヌクレオチド部位（シトシン-ホスホジエステル結合-グアニン）で起こる。非CpGメチル化は、胚性幹細胞で広く行き渡っている。

## ほ乳類
DNAメチル化は正常な発生に必須であり、遺伝子刷り込みやX染色体の不活性化、反復因子の抑制、発癌 (carcinogenesis) など多くの鍵段階と関係している。
ほ乳類で全てのCpG部位の60-90%はメチル化されている。メチル化シトシン残基は自発的にアミノ基が取り去られチミン残基となる。ゆえに、CpGジヌクレオチドは次々にTpGジヌクレオチドへと変異する。これは、ヒトゲノムにおいてCpGジヌクレオチドの出現頻度が低いことから明らかである（CpGジヌクレオチドは予想される頻度のたった21%しか存在しない）。一方、非メチル化シトシンの自発的な脱アミノ化ではウラシル残基が生じるが、この変異は細胞にすばやく認識、修復される。
非メチル化CpGはしばしば、多くの遺伝子の5' 調節領域に存在するCpG アイランドと呼ばれるクラスターとして集められている。がんなど多くの疾患プロセスでは、遺伝子プロモーターであるCpG アイランドが異常な過剰メチル化を受け、結果として細胞分裂による娘細胞に受け継がれる遺伝子サイレンシングが起こる。DNAメチル化の変化は、がんの発達の重要な要素と認識されている。過剰メチル化がプロモーターと関連していて遺伝子（がん抑制遺伝子）サイレンシングを起こすのに対して、低メチル化は一般的に初期に起こる染色体の不安定性や刷り込みの喪失と関連している。しかし、低メチル化はエピジェネティック治療の標的にもなりうる。
DNAメチル化は、2つの方法で遺伝子転写に影響を与える。1つ目は、DNAのメチル化それ自身が物理的に転写タンパク質の遺伝子への結合を妨げるもので、より重要と考えられる2つ目は、メチル化DNAがメチル化CpG結合ドメインタンパク質 (methyl-CpG-binding domain protein, MBD) と結合することである。次に、MBDタンパク質は、遺伝子座にヒストンを修飾するヒストン脱アセチル化酵素やその他のクロマチン再構築タンパク質などさらなるタンパク質をリクルートし、ぎっしり詰まって不活性化されたクロマチン（サイレントクロマチン）を形成させる。このDNAメチル化とクロマチン構造の繋りが非常に重要である。特に、methyl-CpG-binding protein 2 (MeCP2) の欠失はレット症候群と関連があり、methyl-CpG-binding domain protein 2 (MBD2)は、がんにおいて過剰メチル化遺伝子の転写サイレンシングを仲介している。
これまでの研究によって、ヒトの長期記憶の保持はDNAメチル化によって制御されていることが示唆されている。

### がんにおけるDNAメチル化
DNAメチル化は遺伝子転写の重要な調節装置であり、異常なDNAメチル化が予定外の遺伝子サイレンシングと関連していること、プロモーター領域に高いレベルの5-メチルシトシンを含む遺伝子は転写が休止していることが、多くの証拠から明らかにされている。DNAメチル化は、胚の発達に必須であり、体細胞ではDNAメチル化の様式は一般的に高い忠実性を持って娘細胞に受け継がれる。異常DNAメチル化様式は、多くのヒト悪性腫瘍と関連しており正常組織と比較して過剰メチル化と低メチル化の2つの異なる形がある。過剰メチル化は、がん抑制遺伝子のプロモーター領域に作用し転写を抑制する主要なエピジェネティク修飾の1つである。過剰メチル化は通常プロモーター領域のCpGアイランドで起こり、遺伝子の不活性化と関連している。広範囲な低メチル化もまた、異なる機構でのがんの発達および悪性化と関連している。
遺伝子プロモーター領域のメチル化による遺伝子不活化の例として、ヒト乳癌、子宮癌におけるエストロジェン受容体欠如、非遺伝性乳癌におけるBRCA1の不活性化をあげることができる。

### ほ乳類が持つDNAメチル基転移酵素
ほ乳類の細胞では、DNAメチル化は主にCpGジヌクレオチドのC5位で、2つの一般的な酵素活性、維持メチル化 (maintenance methylation) と de novo（新生）メチル化によって行われる。
維持メチル化活性は、全ての細胞のDNA複製サイクルの後もDNAメチル化が保存されるために必要である。DNAメチルトランスフェラーゼ (DNMT) がないと、複製装置はメチル化されていない娘鎖を生み、そのうち受動的に脱メチル化を引き起こす。DNMT1は、DNA複製の間に娘鎖にDNAメチル化様式を複製するために必要な、維持メチルトランスフェラーゼと推定されている。DNMT1の2つのコピーを欠損したモデルマウスは、ほ乳類細胞の発達にDNMT1活性が必要なため、およそ9日目に胚致死である。
DNMT3aおよびDNMT3bは、発生初期にDNAメチル化様式を形作るDNAメチル化 de novo メチルトランスフェラーゼであると考えられている。DNMT3Lは、その他のDNMT3タンパク質と相同性があるが、触媒活性を持たない。その代わりに、DNMT3Lはde novo メチルトランスフェラーゼのDNAへの結合能を高め、活性を刺激することによって、これらの酵素を補助する。最後に、tRNA(シトシン-5-)-メチルトランスフェラーゼ（DNMT2 (TRDMT1)）は、DNAメチルトランスフェラーゼ相同体として同定されたタンパク質であり、全てのDNAメチルトランスフェラーゼに共通の10個の配列モチーフを全て含んでいる。しかしながら、DNMT2 (TRDMT1) はDNAをメチル化せず、代わりにアスパラギン酸tRNAのアンチコドンループに存在するシトシン-38をメチル化する。
多くのがん抑制遺伝子はがん化の間にサイレンシングしていることから、DNMTタンパク質を阻害することによりこれらのがん抑制遺伝子を再び発現させる試みがなされている。5-アザ-2'-デオキシシチジン（デシタビン）はヌクレオシド誘導体であり、触媒のβ-脱離段階を妨害し、DNMTとDNAが共有結合複合体を作った状態でトラップすることで酵素が分解され、結果DNMTの活性を阻害する。しかしながら、デシタビンは活性を示すものの、細胞のゲノムに取り込まれなければならないため、細胞が死ななかった場合は娘細胞に遺伝子変異を引き起こしてしまう。さらに、デシタビンは骨髄毒性があるため、投与量に制限がある。これらの落とし穴から、伝令RNA (mRNA) を分解させ翻訳を妨害するDNMTを標的としたアンチセンスRNA治療の開発が進められてきた。しかしながら、DNMT1のみを標的とした治療が、DNAメチル化によってサイレンシングされたがん抑制遺伝子を再活性化させるのに十分であるかは現在のところ不明である。

## 植物
モデル植物であるシロイヌナズナ (Arabidopsis thaliana) におけるDNAメチル化の理解が大きく進んでいる。植物におけるDNAメチル化はほ乳類とは異なる。ほ乳類におけるDNAメチル化は主にCpG部位のシトシンヌクレオチドで起こるが、植物ではシトシンはCpG、CpHpG、CpHpH部位でメチル化される（Hはグアニン以外のヌクレオチドを表す）。
DNAにメチル基を転移させ共有結合させる主要な Arabidopsis DNAメチルトランスフェラーゼ酵素は、DRM2、MET1、CMT3である。DRM2およびMET1タンパク質は、ほ乳類のメチルトランスフェラーゼDNMT3およびDNMT1とそれぞれ高い相同性を有しているが、CMT3タンパク質は植物界に固有のタンパク質である。前節で述べた通り、DNAメチルトランスフェラーゼには現在2種の分類がある。1) DNAに新たなメチル標識を作成する de novo 酵素と、 2) DNAの親鎖のメチル化位置を認識しDNA複製の後の娘鎖に新たなメチル化を伝達する維持酵素である。DRM2のみが、 de novo DNAメチルトランスフェラーゼであると見なされている。DRM2はまた、MET1およびCMT3と共にDNA複製後のメチル化標識の維持に関与していることが示されている。その他の、DNAメチルトランスフェラーゼは植物で発現してはいるが、既知機能を持たない（Chromatin Datbaseを参照）。
細胞がどのようにしてde novo DNAメチル化の位置を決定しているかは明らかではないが、これまでの証拠から、（全てではないが）多くの位置で、RNA指令型DNAメチル化 (RNA-directed DNA methylation: RdDM) が関わっていることが示唆されている。RdDMでは、特定のRNA転写産物がゲノムDNA鋳型から産生され、このRNAが二重鎖RNA分子と呼ばれる二次構造を形成する。二重鎖RNAは、small intefering RNA (siRNA) あるいはmicroRNA (miRNA) 経路によって、このRNAを産生したオリジナルのゲノム位置の de novo DNAメチル化を指令する。この種の機構は、RNAウイルスとトランスポゾンの両方またはいずれか一方に対する細胞性防御において重要であると考えられている。RNAウイルスおよびトランスポゾンは共に、宿主ゲノムに対して変異源性がある二重鎖RNAをしばしば形成する。これらが潜伏しているゲノム位置がメチル化されることによって、よく分かっていない機構により、これらのRNA転写を停止、細胞内で不活性とし、ゲノムを変異効果から防御する。

## 真菌
多くの真菌のシトシンメチル化のレベルは低いが（0.1-0.5%）、その他の真菌は5%程度のゲノムがメチル化されている。このメチル化の値は、種間でも同種の分離株間でも異なっている。また、DNAメチル化は真菌において発生段階依存的な遺伝子発現制御に関与していることが明らかにされている。
ビール酵母 (Saccharomyces) および分裂酵母 (Schizosaccharomyces) のDNAメチル化レベルは非常に低いが、モデル糸状菌アカパンカビ (Neurospora crassa) はよく特徴付けられたメチル化システムを有している。アカパンカビにおいていくつかの遺伝子がメチル化を制御し、DNAメチルトランスフェラーゼ dim-2 の変異は全てのDNAメチル化を抹消するが成長や有性生殖には影響を与えない。アカパンカビゲノムにおける反復DNA は非常に少ないが、メチル化の半分はトランスポゾンの残骸やDNA動原体を含む反復DNAで起こる。DNAメチル化酵素が欠損した遺伝的背景におけるその他の重要な現象を評価できることにより、アカパンカビはDNAメチル化の研究において重要なモデル系となっている。

## 原核生物、ウイルス
多くの真正細菌（バクテリア）や古細菌（アーキア）においても、アデニンやシトシンのメチル化が見られる。ここでは、特定のDNA配列がゲノムの初めから終わりまで周期的にメチル化される。これらのメチル化の一部は、DNAメチル化酵素（メチラーゼ）と制限酵素という2種類の酵素から構成される制限修飾系と呼ばれるシステムによるものである。DNAメチル化酵素は特定の配列を認識し、この配列中あるいは近傍の塩基の1つをメチル化する。このような様式でメチル化を受けていない外部DNAが細胞に導入されると、配列特異的な制限酵素によって分解、切断される。バクテリアゲノムDNAは、これらの制限酵素によって認識されない。ネイティブDNAのメチル化は、この種の原始的免疫システムとして作用し、バクテリア自身をバクテリオファージによる感染から防御している。また、巨大ウイルスを含む2本鎖DNAウイルスにおいても、制限修飾系によるものを含むDNAメチル化が広範に起きていることが知られている。
大腸菌 E. coli DNAアデニンメチルトランスフェラーゼ (Dam) は、制限/修飾システムに属さない〜32 kDaの酵素である。E. coli Damの標的認識配列はGATCであり、メチル化はこの配列のアデニンのN6位で起こる (G meATC)。この配列の両側に隣接する3塩基対もまた、DNA-Dam結合に影響している。Damは、DNAミスマッチ修復や、DNA複製のタイミング、遺伝子発現などのバクテリアプロセスにおいていくつかの重要な役割を果たしている。DNA複製によって、E. coliゲノムのGATC部位は完全にメチル化された状態から半分がメチル化（ヘミメチル化）された状態になる。これは、新たなDNA鎖に導入されるアデニンがメチル化されていないためである。再メチル化は 新規DNA鎖の複製エラーが修復される間の2-4秒以内に起こる。メチル化あるいはメチル化の欠如によって、細胞の修復装置は鋳型と新生鎖を区別することができる。バクテリアのDam活性の変化によって、自発的変異発生率が上昇することが明らかにされている。バクテリア生存能力は、dam変異体で危険にさらされている。dam変異体で、他の特定のDNA修復酵素活性も欠いていることは、DNA修復におけるDamの役割についてのさらなる証拠となっている。
ヘミメチル化状態を長い間保持しているDNAの一領域は、GATC部位が豊富に存在する複製起点である。これは、バクテリアのDNA複製タイミングの機構の中心に位置している。SeqAは複製起点に結合し、隔離することによってメチル化を妨げている。半メチル化複製起点は不活性であるため、この機構はDNA複製を細胞周期につき1回に制限している。特定の遺伝子、例えばE. coliの性繊毛をコードしている遺伝子の発現は、遺伝子オペロンのプロモーター領域に存在するGATC部位のメチル化によって制御されている。DNA複製直後の細胞の環境状況は、Damによるプロモーター領域に近位あるいは遠位の領域のメチル化が妨げられるかどうかを決定する。メチル化の様式が一度作成されると、性繊毛遺伝子の転写はDNAが再び複製されるまでオンあるいはオフの状態に固定される。E. coliでは、これらの性繊毛オペロンは尿路感染症の病原性において重要な役割を持っている。Dam阻害剤は抗生物質として機能することが提唱されている。
一方、DNAシトシンメチル化酵素はCCAGGおよびCCTGG部位を標的とし、シトシンのC5位をメチル化する（C meC(A/T)GG）。その他のメチル化酵素EcoKIは、AAC(N6A)GTGCおよびGCAC(N6A)GTT配列のアデニンをメチル化する。
分子生物学が使用するほとんどの株はK-12株の派生株でありDamとDcmを両方持っているが、dam-/dcm-活性を有する市販の菌株も存在する。実際に、dam+/dcm+ 株から抽出したDNAをdam-/dcm- 株に形質転換することにより脱メチル化することができる。

## 検出
DNAメチル化は、現在科学研究で用いられている以下の試験法で検出することができる。
メチル化特異的PCR (MSP)
MSP法は、CpGジヌクレオチドの非メチル化シトシンをウラシル (UpG) に変換する重亜硫酸ナトリウムとDNAの化学反応とそれに続く通常のPCR法に基づいている。メチル化シトシンはこの処理では変換されないため、プライマーを興味のあるCpG部位に重なるように設計することで、メチル化されているかいないかを決定することができる。
全ゲノムバイサルファイトシークエンシング (Whole genome bisulfite sequencing, WGBS)
WGBS法は、MSP法と同じく重亜硫酸ナトリウム (sodium bisulfite) を利用する。重亜硫酸ナトリウムによる処理で非メチル化シトシンのみをウラシルに変換したDNA断片を、DNAシークエンサーで配列決定することで、ゲノムワイドに一塩基の解像度でシトシンのメチル化率を決定することができる。ウラシルに変換された非メチル化シトシンはチミンとして読み出されるため、リファレンスゲノムへのマッピングにはWGBS法に対応したマッピングソフト (Bismark, BSMAP など) を使用する必要がある。
HELPアッセイ
HELPアッセイは制限酵素 HpaII が、メチル化CpG DNA部位と非メチル化部位を区別して認識、切断する能力に基づいている。
ChIP-on-chipアッセイ
ChIP（クロマチン免疫沈降）-on-chipアッセイは、MCP2のようなDNAメチル化関連タンパク質に結合できるように調製された市販の抗体を用いる。
制限酵素ランドマークゲノムスキャニング (Restriction landmark genomic scanning, RLGS)
RLGS法は、複雑で現在はほとんど使われない。メチル化および非メチル化CpG部位を区別する制限酵素を用いる方法で、HELPアッセイと概念が類似している。
メチル化DNA免疫沈降 (Methylated DNA immunoprecipitation, MeDIP)
MeDIP法は、クロマチン免疫沈降と類似しており、DNAマイクロアレイ (MeDIP-chip) やDNAシークエンシング (MeDIP-seq) といったDNA検出法に入力するメチル化DNA断片を単離するのに免疫沈降が用いられる。
Molecular break light assay
Molecular break light assayは、完全にメチル化された（アデニンのメチル化）GATC部位に対する特異性を有する制限酵素DpnIを用いる。オリゴヌクレオチド中は蛍光分子および消光分子で標識する。アデニンメチルトランスフェラーゼはモリゴヌクレオチドをメチル化し、オリゴヌクレオチドはDpnIの基質となる。DpnIによるオリゴヌクレオチドの切断によって蛍光強度が上昇する。

## 推薦文献
- Law J, Jacobsen SE (2010). “Establishing, maintaining and modifying DNA methylation patterns in plants and animals”. Nat. Rev. Genet. 11 (3):  204–220. doi:10.1038/nrg2719. PMC 3034103. PMID 20142834.
- Straussman R, Nejman D, Roberts D, et al. (2009). “Developmental programming of CpG island methylation profiles in the human genome”. Nat. Struct. Mol. Biol. 16 (5):  564–571. doi:10.1038/nsmb.1594. PMID 19377480.
- Patra SK (2008). “Ras regulation of DNA-methylation and cancer”. Exp Cell Res 314 (6):  1193–1201. doi:10.1016/j.yexcr.2008.01.012. PMID 18282569.
- Patra SK, Patra A, Ghosh TC, et al. (2008). “Demethylation of (cytosine-5-C-methyl) DNA and regulation of transcription in the epigenetic pathways of cancer development”. Cancer Metast. Rev. 27 (2):  315–334. doi:10.1007/s10555-008-9118-y. PMID 18246412.

## 関連文献
- ジャン・ドゥーシュ 著、佐藤直樹 訳『進化する遺伝子概念』みすず書房、2015年9月。
- 金澤章 (2014). “エピジェネティックな遺伝子発現制御と植物の形質改変”. 化学と生物 52 (4):  241–248. doi:10.1271/kagakutoseibutsu.52.241.
- 藤本龍、石川亮 (2010). “エピジェネティクスが制御する植物の形質”. 育種学研究 12 (4):  123–131. doi:10.1270/jsbbr.12.123.
- 角谷徹仁 (2008). “Dnaメチル化と植物ゲノムの制御(エピジェネティクスによる植物の成長・分化制御)”. 植物の生長調節 43 (1):  12–15. doi:10.18978/jscrp.43.1_12.
- 星野敦、木下哲 (2007). “反復配列・dnaメチル化により制御される植物の生命現象”. 化学と生物 45 (2):  119–125. doi:10.1271/kagakutoseibutsu1962.45.119.
- 加藤政臣、角谷徹仁 (2005). “RNAiとDNAメチル化によるゲノムの多様な制御”. 化学と生物 43 (8):  542–547. doi:10.1271/kagakutoseibutsu1962.43.542.
- “今日の話題”. 化学と生物 27 (1):  2–13. (1989). doi:10.1271/kagakutoseibutsu1962.27.2.